# Вестгото-франкская война (494—502)
Вестгото-франкская война — вооружённый конфликт 494—502 годов между Вестготским королевством и Франкским государством. Война завершилась заключением мирного договора королями Аларихом II и Хлодвигом I.

## Исторические источники
Основными средневековыми нарративными источниками о Вестгото-франкской войне 494—502 годов являются «Копенгагенское продолжение „Хроники“ Проспера Аквитанского» и «История франков» Григория Турского. О ситуации в Галлии на рубеже V—VI веков сообщается также в «Хронике» Мария Аваншского, труде «О происхождении и деяниях гетов» Иордана и письмах нескольких современников этих событий, в том числе, Авита Вьенского, Руриция I Лиможского и Кассиодора.

## Предыстория
Первые свидетельства о военных конфликтах между франками и вестготами относятся к 460-м годам. Тогда франки короля Хильдерика I на правах римских федератов под командованием римских военачальников Эгидия и Павла участвовали в победах над войсками вестготского короля Эйриха. Этим был положен конец экспансии вестготов в Северную Галлию.
Взошедший в 484 году на престол Вестготского королевства Аларих II, сын Эйриха, получил власть над самым крупным из варварских государств, возникших на территории Римской империи. Площадь его владений, столицей которых была Тулуза, оценивается медиевистами приблизительно в 700 000—750 000 км2 с населением около 10 000 000 человек. Несмотря на это, уже в первые годы своего правления Аларих II столкнулся со значительными трудностями, из которых главной было неурегулированость отношений с правителями соседних государств: Суасонской области, Франкского государства, Бургундского королевства и Итальянского королевства Одоакра, а также с населявшими Испанию свевами и иберо-римлянами. Серьёзной проблемой для правителя вестготов был и вопрос о межконфессиональных отношениях между его подданными, так как вестготы исповедовали арианство, а бо́льшая часть населения Тулузского королевства была христианами-ортодоксами.
После смерти в 481 году короля Хильдерика I власть над салическими франками унаследовал его сын Хлодвиг I. Уже в 486 году новый монарх начал вести завоевательные походы против соседних правителей. Первым покорённым Хлодвигом I государством стала Суасонская область. После этого владения франков стали непосредственно граничить с Вестготским королевством короля Алариха II. Предполагается, что в то время военные силы вестготов в Галлии были слабее войска франков. Возможно, что именно нежеланием Алариха II вступать в военный конфликт с франками может объясняться выдача им Хлодвигу I своего бывшего союзника Сиагрия.

## Вестгото-франкская война

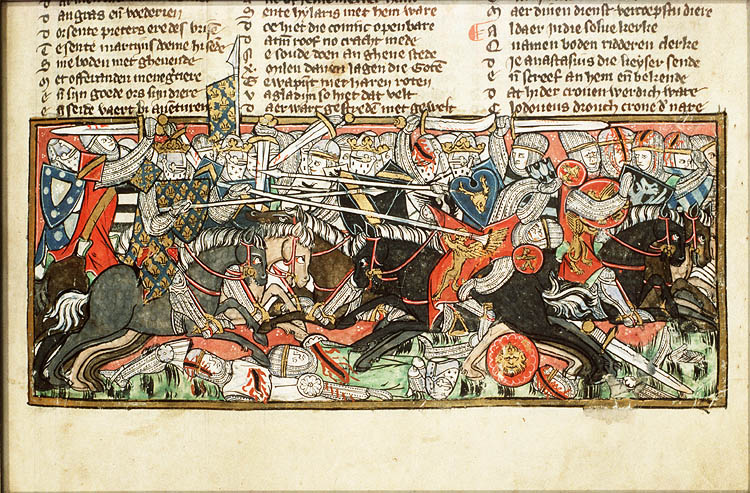
Сражение Хлодвига I с вестготами.
Миниатюра XIV века

### Военные действия 494—499 годов
Предполагается, что поводом для вторжений франков на территории южнее реки Луары стало ослабление здесь власти короля Алариха II. Это было вызвано началом массовой миграции вестготов из Галлии в Испанию, о которой упоминается в «Сарагосской хронике». Высказывается мнение, что Хлодвиг I смог выделить значительные военные силы для действий против вестготов только благодаря заключённому тогда союзу с христианами-«арборихами» (возможно, это были или армориканцы, или римские лаэты), жившими в бывшей римской провинции Лугдунская Третья. Союз между франками и арборихами, о котором упоминается в «Войне с готами» Прокопия Кесарийского, позволил Хлодвигу I не опасаться нападений жителей Бретани на свои владения.
Вероятно, инициатива начала войны между франками и вестготами исходила от короля Хлодвига I. Первые датированные свидетельства средневековых исторических источников о вестгото-франкском военном конфликте относятся к 496 году. Тогда, как сообщается в «Копенгагенском продолжении „Хроники“ Проспера Аквитанского», вестготы возвратили себе власть над Сентом, изгнав оттуда франков. Из этого сообщения следует, что ранее этот находившийся в глубине Тулузского королевства город был захвачен франками. Предполагается, что те могли овладеть Сентом в 494 году, захватив его или после сухопутного похода, или в результате неожиданной атаки с морского побережья. В подтверждение мнения о нападении на город со стороны Атлантического океана приводится свидетельство из «Жития Вивиана». В этом агиографическом сочинении, повествующем о святом Вивиане Сентском, сообщается, что приблизительно в то время приплывшие на кораблях саксы разорили селения на берегах Жиронды. Современные историки предполагают, что автор жития ошибся в идентификации нападавших, и ими в действительности были франки, а не саксы. Возможно, что возвращение Сента стало возможным благодаря тому, что тогда франки воевали с алеманами.
Победа над алеманами в битве около Толбиака в 496 году и новая волна переселения вестготов в Испанию, упомянутая в «Сарагосской хронике» в записях о событиях 497 года, позволили франкам уже в 498 году возобновить вторжения в Тулузское королевство. Во время этого похода воины Хлодвига I достигли города Бордо, в его окрестностях пленили вестготского герцога Суатрия, а сам город захватили. Возможно, этим успехам франков способствовало отсутствие в Галлии короля Алариха II, в то время с основными силами вестготской армии подавлявшего в Испании мятеж Бурдунела.

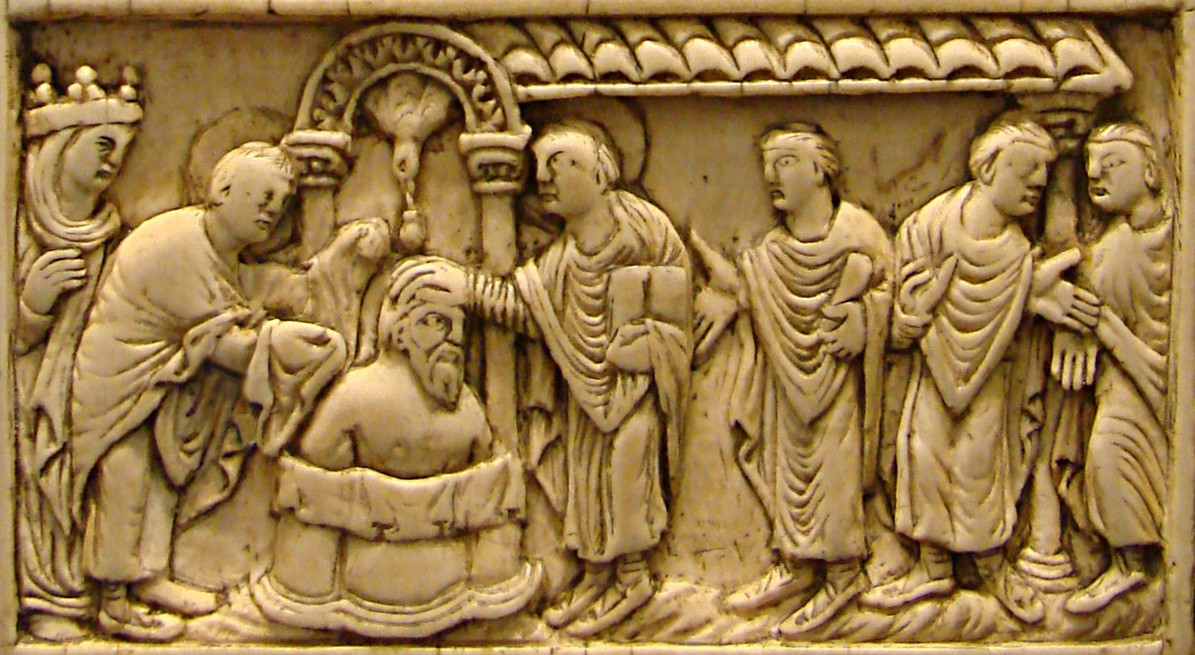
Фрагмент пластины из слоновой кости с изображением крещения Хлодвига I.
Последняя четверть IX века. Пикардийский музей, Амьен

Значительному усилению франкского влияния на галло-римское население Тулузского королевства способствовало совершённое Ремигием Реймсским крещение Хлодвига I. Принятие королём христианства в ортодоксальной форме привело к возникновению профранкских настроений среди церковной и светской знати Галлии, также как и Хлодвиг I исповедовавшей никейство в противоположность бывшим арианами вестготам. В ответ по приказу Алариха II начались преследования тех, кого вестготы подозревали в симпатиях к франкам. Среди таких персон был и епископ Тура Волузиан, лишённый своей кафедры за то, что «пожелал подчиниться власти франков», и вскоре погибший в ссылке.
Возможно, во второй половине 490-х годов франки установили контроль над принадлежавшим вестготам Туром. Такой вывод делается на основании свидетельства о присутствии Хлодвига I в этом городе незадолго до своего крещения, и поклонении короля реликвиям святого Мартина Турского. Об этом сообщается в написанном в 560-х годах епископом Ницетием Трирским послании лангобардской королеве Хлодозинде, сохранившемся в составе сборника «Австразийские письма».
Одновременно с военными действиями на территории Вестготского королевства воины Хлодвиг I совершали походы и на области, жители которых находились в зависимости от Алариха II или были его союзниками. В труде «О прославлении мучеников» Григория Турского сообщается о более чем двухмесячной осаде франками Нанта и о их последующем поражении. По свидетельству историка, его соотечественники были обращены в бегство чудесным явлением Симилиана, святого покровителя города. Франкский же военачальник Хило, до того язычник, был так потрясён увиденным, что обратился в христианство. Возможно сразу же после этого франки заключили с нантцами союз против саксов. Осада Нанта датируется приблизительно 495—496 годами. Тогда же франки совершили и набег на Анже, во время которого захватили много пленных. Об этом упоминается в письме епископа Руриция I Лиможского епископу Эонию Арелатскому.

### Военные действия 500—502 годов
В 500 году в войну были втянуты и бургунды. О взаимоотношениях правителей бургундов с вестготами и франками в 480—490-х годах известно не очень много. Среди прочего в средневековой агиографической литературе сообщается, что незадолго до 500 года бургунды владели Арлем. Однако известно, что тот ещё в 476 году был завоёван вестготским королём Эйрихом. Точно неизвестно, когда и при каких обстоятельствах город стал частью Бургундского королевства: возможно, он был утрачен вестготами или вскоре после вступления Алариха II на престол в 484 году, или в 494 году, сразу же после поражений вестготов на начальном этапе войны с франками.
Однако когда в 500 году между бургундскими королями-соправителями Гундобадом и Годегизелем началась междоусобица, они обратились за военной помощью к правителям соседних государств. В результате Хлодвиг I оказал поддержку Годегизелю, а Аларих II — Гундобаду. Предполагается, что одним из условий союза между Аларихом II и Гундобадом было возвращение Арля под власть короля вестготов.
В источниках не сообщается, какого рода помощь Аларих II оказал Гундобаду. Возможно, он не направил сразу же вестготское войско в Королевство бургундов, а ограничился выделением своему союзнику некоей денежной суммы. Известно только, что объединённое войско Хлодвига I и Годегизеля нанесло в сражении при Дижоне поражение войску Гундобада, а затем осадило того в Авиньоне. Только после этого Аларих II приступил к активным действиям, и благодаря полученным от короля вестготов значительным денежным средствам, Гундобаду удалось заключить перемирие с Годегизелем и Хлодвигом I на условиях выплаты королю франков ежегодной дани. В 501 году Гундобад на вестготские деньги собрал новое войско, возглавляя которое разбил войско франков и осадил Годегизеля во Вьене. При взятии этого города Годегизель был убит. Пленённых здесь франков Гундобад отослал в Тулузу ко двору Алариха II.
О последующих событиях в Южной Галлии упоминается в агиографических сочинениях, повествующих о епископах Арля того времени, Эонии и Цезарии. В том числе, в них сообщается, что незадолго до смерти Эония в августе 501 или 502 года сын Хлодвига I, принц Теодорих, одержал победу вблизи Нима, а затем сражался около Арля и на равнине у современного Бельгара. Тем не менее, вероятно, эти военные действия были мало успешны, так как когда Аларих II двинулся с войском в Прованс, франки были вынуждены отступить в своё королевство. Во время этого похода воины Алариха II дошли до Авиньона, где был размещён вестготский гарнизон. Возможно тогда же под власть короля вестготов возвратились Арль и Марсель.
Однако тогда же ставший единовластным правителем Бургундского королевства Гундобад заключил односторонний мир с Хлодвигом I. Он лично встретился с королём франков вблизи пограничной реки Ла-Кур и заключил с ним союз против Алариха II. Возможно, разрыв вестгото-бургундского союза был спровоцирован Аларихом II, не пожелавшим возвратить Гундобаду контроль над Авиньоном.
В поисках нового союзника вместо правителя бургундов Аларих II обратился за помощью к королю остготов Теодориху Великому. Ещё в первой половине 490-х годов король вестготов оказывал помощь правителю остготов во время войны того с Одоакром. Теперь же союзные отношения между этими правителями были скреплены женитьбой Алариха II на дочери короля Теодориха Тиудигото.

### Мир в Амбуазе

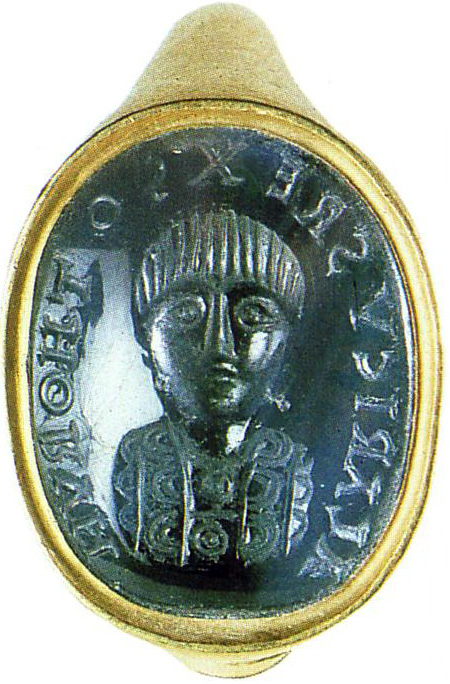
Аларих II.
Изображение на гемме. Музей истории искусств, Вена

Возможно, неудачи франков в Бургундии и Провансе, а также заключение вестгото-остготского союза способствовало примирению между Хлодвигом I и Аларихом II. Из писем Кассиодора следует, что посредником между двумя монархами был король остготов Теодорих Великий. По свидетельству Григория Турского, Хлодвиг I и Аларих II в 502 году по инициативе правителя вестготов встретились на находившемся вблизи Амбуаза острове на пограничной реке Луара. Здесь после совместного пира короли франков и вестготов заключили мир, об условиях которого в труде франкского историка не сообщается. Однако в одном из писем епископа Вьена Авита упоминается о возвращении тогда же жителей его города, находившихся в плену у франков. На этом основании предполагается, что Хлодвиг I и Аларих II договорились о взаимном обмене захваченных во время войны пленных. Также в результате войны 494—502 годов вестготы не только сохранили власть над всеми захваченными франками городами (в том числе Бордо и Туром), но и возвратили контроль над Провансом. Возможно, заключение вестгото-франкского мира могло быть скреплено женитьбой сына Хлодвига I принца Теодориха на дочери Алариха II, в некоторых генеалогиях названной именем Эстер.

## Последствия
Несмотря на заключение мирного договора, уже в 507 году между вестготами и франками началась новая война. Во время неё вестготы потерпели от франков тяжёлое поражение в битве при Вуйе, а король Аларих II погиб. Эта победа позволила Хлодвигу I присоединить к Франкскому государству обширные территории от Луары до Пиренеев.

## Комментарии
1. ↑  О том, когда Сиагрий был выдан Аларихом II франкам и теми казнён, среди историков нет единой точки зрения. Широко распространено мнение, что Сиагрий был казнён вскоре после сражения при Суасоне, то есть в 486 или 487 году[20][21][22][23][24][25]. Однако также высказываются основанные на некоторых средневековых источниках предположения, что это могло произойти и значительно позже[26], например, в 493 или 502 году. В первом случае выдача была связана с захватом франками земель на правом берегу Луары, во втором — с заключением вестгото-франкского мира в Амбуазе[27].
2. ↑  Дата крещения Хлодвига I точно не установлена. Из письма Авита Вьенского к королю франков известно, что тот крестился на Рождество Христово, то есть 25 декабря. О том же, в каком году это произошло, существуют различные мнения. Наиболее часто упоминаются 496 и 498 годы, но существуют также предположения, относящие переход короля из язычества в христианство к другим датам до 508 года включительно[28][29][30][35][36][42].
3. ↑  По мнению Ж. Фавро, Арль был возвращён Аларихом II еще до того, как Гундобад обратился к королю вестготов за помощью[47].
4. ↑  Дата заключения франкско-бургундского союза точно не известна. В «Житии святого епископа Цезария» упоминается только о том, что это произошло уже тогда, когда он стал епископом Арля. Восшествие Цезария Арелатского на епископскую кафедру состоялось в декабре 501 или 502 года. На этом основании союз между Хлодвигом I и Гундобадом датируется 502 или 503 годом[53][54].
5. ↑  По мнению некоторых историков, брак Алариха II и Тиудигото был заключён ранее этой даты. Так, в труде Х. Вольфрама «Готы» упоминается, что свадьба состоялась в 493 году[55].